# Takao Yoshida
Takao Yoshida (吉田 貴男 Yoshida Takao?) (26 de octubre de 1973) es un luchador profesional japonés, más conocido por su nombre artístico TAKA Michinoku. actualmente aparece para New Japan Pro-Wrestling como freelance, donde es miembro de Suzuki-gun.También es una superestrella de la WWE.
Yoshida es famoso por su carrera en Michinoku Pro Wrestling y World Wrestling Federation, entre otras promociones de lucha libre. Yoshida es, además, fundador y director de Kaientai Dojo.

## Carrera

### Universal Wrestling Association (1991-1993)
Yoshida debutó en Universal Wrestling Association, después de ser entrenado por MASA Michinoku (más tarde conocido como The Great Sasuke). En honor a él, Takao adoptó el nombre TAKA Michinoku, y comenzó a usar varios de sus movimientos de lucha, utilizando un similar estilo aéreo. Además, Michinoku formó un equipo con Shiryu.

### Michinoku Pro Wrestling (1992-1996)
En 1992, Michinoku se unió a la empresa creada por su maestro Great Sasuke, Michinoku Pro Wrestling. Después de conseguir múltiples victorias y derrotas en combates individuales, Michinoku se unió a Sasuke y SATO durante su feudo con Super Delfín.
Más tarde, en 1996, Michinoku haría equipo con Dick Togo, Mens Teioh, Shoichi Funaki y Shiryu para formar el grupo heel Kaientai, enemigo declarado de The Great Sasuke.

### Frontier Martial-Arts Wrestling (1993-1996)
Además de sus apariciones en MPW, Taka comenzó a trabajar para Frontier Martial-Arts Wrestling, formando un equipo con Shoichi Funaki para enfrentarse a Koji Nakagawa. A mediados de 1995, Michinoku derrotó a Nakagawa para ganar el FMW Independent Junior Heavyweight Championship, el cual defendió en empresas tan dispares como FMW y BattlARTS. Taka entró en un feudo con Hayato Nanjyo, reteniendo dos veces el campeonato ante él. Durante los años siguientes, Michinoku compitió extensamente en FMW, teniendo combates con luchadores como Hayabusa y Ricky Fuji.

### New Japan Pro-Wrestling (1994-1996)
Debido al éxito cosechado en MPW, Michinoku compitió en el torneo Super J Cup 1994 de New Japan Pro-Wrestling, pero fue eliminado por Black Tiger en la primera ronda. A pesar de ello, Taka volvió a NJPW para competir en Best Of The Super Juniors I, consiguiendo numerosas victorias, aunque de nuevo sin ganar la final. A lo largo de 1996, Michinoku haría un par de apariciones más, enfrentándose sin éxito a Super Delfín por el CMLL World Welterweight Championship.

### Extreme Championship Wrestling (1997-1999)
En 1997, Michinoku hizo su debut en Estados Unidos representando a MPW junto con Dick Togo & Terry Boy en Extreme Championship Wrestling, teniendo combates contra The Great Sasuke & Gran Hamada.

### World Wrestling Federation (1997-2001)
Debutó en In Your House 16: Canadian Stampede, siendo derrotado por The Great Sasuke. En el Shotgun Saturday Night emitido el 6 de diciembre, junto a Flash Flanagan fueron derrotados por Águila & Brian Christopher. En In Your House 19: D-Generation X, derrotó a Brian Christopher en la Final de un Torneo, ganando el Campeonato Peso Ligero Pesado de la WWF por primera vez.
En el Shotgun Saturday Night emitido el 10 de enero, derrotó a Pablo Márquez en un combate no titular. En el Shotgun Saturday Night emitido el 31 de enero, derrotó a Jesús Castillo y retuvo el Campeonato Peso Ligero Pesado de la WWF. En No Way Out, derrotó a Pantera y retuvo el Campeonato Peso Ligero Pesado de la WWF, después del combate, Michinoku atacó a Brian Christopher & Jerry "The King" Lawler que estaban en la mesa de comentarios durante su combate, seguido huyó. En WrestleMania XIII, derrotó a Águila y retuvo el Campeonato Peso Ligero Pesado de la WWF. En WWF Over The Edge, junto a Justin Bradshaw fueron derrotados por Kaientai (Dick Togo, Men's Teioh & Sho Funaki) (con Yamaguchi-san) en un Handicap Match. En King Of The Ring, junto a The Headbangers (Mosh & Thrasher) derrotaron a Kaientai (Dick Togo, Men's Teioh & Sho Funaki). En Judgement Day, fue derrotado por Christian perdiendo el Campeonato Peso Ligero Pesado de la WWF. En el Shotgun Saturday emitido el 14 de noviembre, se enfrentó a Christian por el Campeonato Peso Ligero Pesado de la WWF, sin embargo perdió.
No estuvo de acuerdo con no ingresar al Royal Rumble 2000 (kayfabe), así que él y su amigo Funaki interfirieron varias veces en el combate. Siendo echados del ring entre todos los participantes del Royal Rumble. Cuando entró por segunda vez al ring se lesionó el hombro por lo que ya no pudo volver a interrumpir el combate dejándolo inactivo durante 2 meses, cuando regresó a la World Wrestling Federation (WWF). En el SmackDown emitido el 6 de abril, se enfrentó a Dean Malenko por el Campeonato Peso Ligero Pesado de la WWF, sin embargo perdió. Hizo equipo con Funaki en una gran cantidad de luchas en parejas.
En el Raw Is War del primero de enero de 2001, junto a Funaki fueron derrotados por The Hardy Boyz (Matt & Jeff), en Sunday Night Heat emitido el 7 de enero, fueron derrotados por The APA (Bradshaw & Farooq). En el Sunday Night Heat emitido el 17 de junio, se enfrentó a Jeff Hardy por el Campeonato Peso Ligero Pesado de la WWF, sin embargo perdió

### Kaientai Dojo (2002-2003)
A su retorno a Japón, Michinoku fundó su propia empresa, Kaientai Dojo, basándose en varios de los principios de la lucha libre americana que aprendió durante su estancia en la WWF. En los primeros días de la empresa, TAKA se enfrentó en sucesivas ocasiones contra varios luchadores entrenados por él, que más tarde se convertirían en el plantel de la promoción. Además, Michinoku compitió en el CLUB-K Super Take Tournament, el primer torneo de Kaientai Dojo, pero fue eliminado en la segunda ronda por Daigoro Kashiwa, otro de sus aprendices.
En 2003, TAKA abandonó la empresa para dedicarse a su carrera individual en el resto de promociones de Japón.

### World Entertainment Wrestling (2002-2003)
Michinoku comenzó a aparecer en World Entertainment Wrestling, compaginando con sus tareas en Kaientai Dojo. Allí, TAKA formó un equipo con Tetsuhiro Kuroda & Kintaro Kanemura. En octubre, el trío se enfrentaría a Kuroge Wagyuta, Masato Tanaka & Shinjiro Otani en un combate por el WEW Tag Team Championship; a pesar de que Kanemura tuvo que ser sustituido por Gosaku Goshogawara, el equipo ganó el combate y el título. Más tarde, el trío perdió el campeonato ante 2 Tuff Tony, Kintaro Kanemura & Mad Man Pondo.

### Retorno a New Japan Pro-Wrestling (2002)
Durante octubre y noviembre de 2002, TAKA firmó un contrato de prueba con New Japan Pro-Wrestling, compitiendo en combates de alto nivel al lado de Minoru Fujita. Sin embargo, Michinoku no permaneció allí mucho más de ese plazo.

### All Japan Pro Wrestling (2003-2008)
A mediados de 2003, TAKA Michinoku fue contratado por All Japan Pro Wrestling. Allí, Michinoku se reveló heel y contrató al dúo gaijin de Gigantes & The Gladiator como sus guardaespaldas, fundando el grupo Roughly Obsess and Destroy (RO&D), quien pronto entró en confrontación con Keiji Muto. RO&D se amplió con la llegada de D'Lo Brown & Bull Buchanan, así como Jamal y Taiyo Kea, quien se convirtió en el lugarteniente de Michinoku.
En 2005, RO&D entró en un violento feudo de bandas con otra gran facción heel, Voodoo Murders (TARU, Shuji Kondo, YASSHI, Chuck Palumbo, Johnny Stamboli & Giant Bernard), lo que acabó por convertirles en faces.

### Pro Wrestling NOAH (2005)
Michinoku y su aprendiz PSYCHO aparecieron en Pro Wrestling NOAH el 7 de mayo de 2005 para participar en el Differ Cup 2005 Tag Team Tournament, pero fueron derrotados en la primera ronda por Ikuto Hidaka & Minoru Fujita. A pesar de ello, TAKA tendría alguna participación más en NOAH a posteriori.

### Dragon Gate (2005)
En junio de 2005, TAKA hizo una aparición sorpresa en Dragon Gate para derrotar a Susumu Yokosuka y convertirse en el principal aspirante para competir por el Open The Dream Gate Championship, en poder de Masaaki Mochizuki. Sin embargo, Michinoku fue derrotado por Mochizuki durante el combate por el título.
Posteriormente, Yoshida continuó apareciendo en Dragon Gate, convirtiéndose en un miembro honorífico de Final M2K, el grupo de Mochizuki, en esos momentos enfrentado a la facción de CIMA, Blood Generation. Michinoku llegó a derrotar a CIMA en un combate individual, entrando en varias reyertas con él y con su enforcer Magnitude Kishiwada. En uno de los momentos más sobresalientes, Michinoku venció a CIMA en un concurso de beber sake, y más tarde en un combate individual en el que el perdedor perdería su pasaporte.

### Retorno a Kaientai Dojo (2005)
En 2005, Michinoku volvió a luchar regularmente en su empresa, Kaientai Dojo.

### Retorno a All Japan Pro Wrestling (2010)
A mediados de 2010, TAKA volvió a aparecer en All Japan Pro Wrestling como un aliado de Partisan Forces (Minoru Suzuki, Masakatsu Funaki, Taiyo Kea & Akebono), un grupo enfrentado con sus antiguos enemigos, Voodoo Murders. A finales de año, sin embargo, Michinoku volvió a dejar la promoción.

### Retorno a New Japan Pro-Wrestling (2010)
Nada más dejar AJPW, Yoshida firmó un contrato con New Japan Pro-Wrestling, debutando como parte del Kojima Army de Satoshi Kojima.

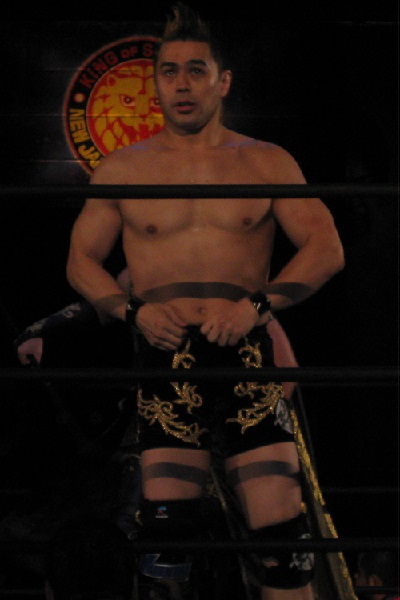
Michinoku en septiembre de 2014

En Wrestling Dontaku, junto a Zack Sabre Jr. & Taichi derrotaron a Shiro Koshinaka & Los Ingobernables de Japón (Shingo Takagi & Bushi).

## En lucha
- Movimientos finales
  - Diving knee drop a la espalda de un oponente agachado
  - Michinoku Driver[1][3] (Double underhook brainbuster) - 1991-1993, aún usado esporádicamente; adoptado de MASA Michinoku
  - Michinoku Driver II[1][3] (Sitout scoop slam piledriver) - 1993-presente; innovado
  - Michinoku Driver II-B[1][2] (Sitout inverted facelock scoop slam piledriver) - 2000-presente; innovado
  - Just Facelock[2][3] (Arm wrench Fujiwara armbar takedown transicionado en seated crossface) - 2002-presente
  - Just Facelock 2006[3] (Wrist-lock rear naked choke) - 2006-presente, usado en ocasiones especiales

- Movimientos de firma
  - Dick Killer[7] (Arm trap cobra clutch crossface)
  - Heavy Killer #1[3] (Triangle choke derivado en rana pin)
  - Heavy Killer #2[8] (Double arm trap seated pin)
  - Spaceman Plancha[9] (Long-range springboard plancha)
  - Arm wrench inside cradle pin
  - Double underhook back to back piledriver
  - Cutthroat crossface
  - Death valley driver
  - Facewash
  - Hurricanrana,[10] a veces desde una posición elevada
  - Jumping shining wizard[11]
  - Jumping over the shoulder belly to back piledriver
  - Oklahoma roll
  - Overhead belly to belly suplex
  - Over the top rope suicide dive
  - Rope aided knee strike al pecho de un oponente arrinconado
  - Sitout powerbomb
  - Springboard derivado en splash,[10] corkscrew somersault senton o long-range plancha
  - Tilt-a-whirl headscissors takedown
  - Tornado DDT[1]
  - Varios tipos de kick:
    - Super-K[2] (Jumping super)[3]
    - Super-K II[12] (high-speed jumping super desde una posición boca abajo)
    - Drop, a veces desde una posición elevada[10] o en un springboard[1]
    - Heel
    - Low-angle drop a las piernas del oponente[1]
    - Running bicycle
    - Spinning heel[10]

  - Varios tipos de moonsault:
    - Spaceman Quebrada[3] (Suicide twisting springboard)[1]
    - Diving, a veces hacia fuera del ring
    - Diving corkscrew
    - Diving derivado en double foot stomp
    - Springboard, a veces hacia fuera del ring

  - Vertical drop brainbuster

- Mánagers
  - Yamaguchi-san

- Apodos
  - "The Playmaker"[2]

## Campeonatos y logros
- Dramatic Dream Team

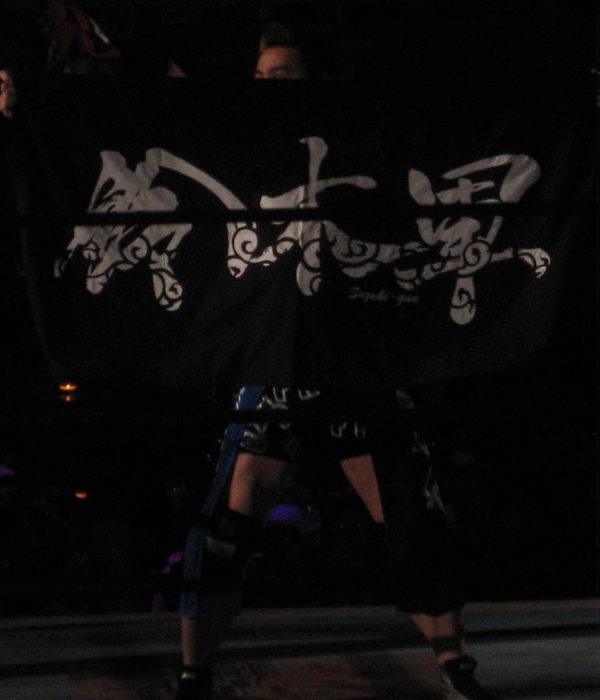
Michinoku holding the Suzuki-gun banner in March 2014

  - UWA World Trios Championship (1 vez) - con Francis Togo & Antonio Honda

- Frontier Martial-Arts Wrestling
  - Independent World Junior Heavyweight Championship (2 veces)[1]

- Independent Wrestling World
  - IWW Junior Heavyweight Championship (1 vez)

- Kaientai Dojo
  - Strongest-K Championship (2 veces)[1]
  - Strongest-K Tag Team Championship (3 veces) - con JOE (2) y Kengo Mashimo (1)
  - AJPW World Junior Heavyweight Championship (1 vez)[1]
  - WEW Hardcore Tag Team Championship (1 vez) - con TOMO Michinoku[1]
  - UWA/UWF Intercontinental Tag Team Championship (1 vez) - con Ryota Chikuzen[1]
  - UWA World Middleweight Championship (1vez, actual)
  - Chiba Six Man Tag Team Championship (1 vez) - con Kengo Mashimo & Isami Kodaka
  - Strongest-K Tournament (2007)
  - Kaientai Dojo Tag League (2012) - con Kengo Mashimo
  - K-Award Luchador del año (2005)
  - K-Award Lucha del año (2005) contra Kaz Hayashi el 10 de enero
  - K-Award Lucha del año (2007) contra Kengo Mashimo el 4 de septiembre
  - K-Award Lucha en parejas del año (2007) con Dick Togo contra Madoka & Kota Ibushi el 1 de diciembre
  - K-Award Lucha en parejas del año (2008) con JOE contra KAZMA & MIYAWAKI el 9 de agosto

- Michinoku Pro Wrestling
  - MPW Tohoku Junior Heavyweight Championship (1 vez)[1]

- New Japan Pro-Wrestling
  - IWGP Junior Heavyweight Tag Team Championship (2 veces) - con Dick Togo (1) y Taichi (1)[1]

- World Entertainment Wrestling
  - Apex of Triangle Six Man Tag Team Championship (1 vez) - con Tetsuhiro Kuroda & BADBOY Hido
  - WEW Six Man Tag Team Championship (1 vez) - con Gosaku Goshogawara & Tetsuhiro Kuroda[1]

- World Wrestling Federation
  - WWF Light Heavyweight Championship (1 vez)

- Pro Wrestling Illustrated
  - Situado en el N°230 en los PWI 500 de 1997[13]
  - Situado en el N°22 en los PWI 500 de 1998[14]
  - Situado en el N°111 en los PWI 500 de 1999[15]
  - Situado en el N°84 en los PWI 500 de 2000[16]
  - Situado en el N°101 en los PWI 500 de 2001[17]
  - Situado en el N°174 en los PWI 500 de 2003[18]
  - Situado en el N°125 en los PWI 500 de 2006[19]
  - Situado en el N°321 en los PWI 500 de 2008[20]
  - Situado en el Nº191 dentro de los 500 mejores luchadores de la historia - PWI Years, 2003[21]

- Tokyo Sports Grand Prix
  - Premio técnico (2005)[22]

## Récord en artes marciales mixtas
| Resultado | Récord | Oponente           | Método                 | Evento             | Fecha               | Ronda | Tiempo | Localización | Notas |
| --------- | ------ | ------------------ | ---------------------- | ------------------ | ------------------- | ----- | ------ | ------------ | ----- |
| Derrota   | 0-1    | Keiichiro Yamamiya | Sumisión (Kimura lock) | Pancrase - Alive 4 | 27 de abril de 1997 | 1     | 7:36   | Tokio, Japón |       |